# Jean-Marie Déchanet
Jean-Marie Déchanet, nacido el 18 de enero de 1906 en Isches, en Vosges (Francia) y fallecido el  en la abadía Saint-André (Brujas), en Bélgica, fue un monje francés benedictino. Erudito y gran conocedor de Guillermo de Saint-Thierry, en los 1950 se convirtió en el primero en abrir el mundo cristiano a la práctica del yoga.

## Biografía
Nacido el 18 de enero de 1906 en Isches, en los Vosgos. El joven Jean perdió a su padre (Octave Déchanet) a los dos años y fue criado por su madre Marie-Rose Braconnier, junto a sus abuelos, en la región de Verdún.
En 1924, a la edad de 18 años, ingresó en el novicio de la abadía de Saint-André de Bruges, cerca de Brujas (Bélgica), e hizo su profesión religiosa en 1927. Sin embargo, aquejado de epilepsia, no fue ordenado sacerdote. De 1939 a 1958, escribió una serie de artículos y varios libros sobre misticismo cisterciense del siglo XII, sobre Guillermo de Saint Thierry (amigo de san Bernardo), del que se convirtió en el gran especialista.  A principios de los años 40, participó en una serie de ejercicios físicos que, al parecer, curaron su epilepsia. Fue ordenado sacerdote el 22 de mayo de 1948.
Entre estos ejercicios, Dom Déchanet descubre el Hatha yoga. Fue un punto de inflexión en su vida. A partir de entonces, practicando yoga y reflexionando sobre la aportación de esta práctica oriental a la meditación cristiana y a la vida contemplativa, escribe La vía del silencio (yoga para cristianos) y pronto Yoga cristiano en diez lecciones (1956). Antes del Concilio Vaticano II, fue el primero en animar explícitamente a los cristianos a practicar yoga. Por ello se le conoce como el padre del yoga cristiano. Durante estos años mantuvo correspondencia con Thomas Merton.
De 1957 a 1964, Déchanet estuvo en Katanga (Congo). La diócesis de Lubumbashi fue confiada a los benedictinos de la Abadía Saint-André de Brujas y el joven monje ayudó a fundar el monasterio benedictino de Kansenia, donde fue sucesivamente maestro de novicios y postulantes y superior de la comunidad. Sus intentos de africanizar la cultura monástica europea tropezaron con la oposición de las autoridades eclesiásticas. Decidió regresar a Europa.
Con el acuerdo de su abad (de Saint-André), se traslada a una ermita en Valjouffrey, una cortijada de los Alpes, en el Isère. Allí se dedicó por completo a la práctica del yoga, al tiempo que estudiaba y reflexionaba sobre cómo integrar esta disciplina espiritual de origen en el hinduismo en la vida contemplativa cristiana. A partir de 1970, Déchanet recibe visitantes, estudiantes y discípulos que siguen sus cursos de yoga, sus ejercicios prácticos y sus enseñanzas de teología. También escribe extensamente sobre el tema.
Tras 24 años en Valjouffrey Déchanet regresó a su monasterio de Brujas en otoño de 1990, a la edad de 84 años. El hombre conocido como el "padre del yoga cristiano" murió allí el 19 de mayo de 1992.

## Escritos

### Acerca de Guillaume de Saint-Thiery
- Méditations et prières... (de Guillaume de Saint-Thierry) traducción de Déchanet), Bruselas, Éd. universitaires, 1945, 244pp.
- "Exposé sur le Cantique des Cantiques" (de Guillaume de Saint-Thierry), Sources chrétiennes n.º 82 (1962)
- Carta a los hermanos de Mont-Dieu [Lettre d'or] (de Guillaume de Saint-Thierry), Sources chrétiennes no. 223 (1975)
- le Miroir de la Foi" (de Guillaume de Saint-Thierry), Sources chrétiennes n.º 301 (1983)
- Guillaume de Saint-Thierry, aux sources d'une pensée", París, Éditions Beauchesne, 1978, 150 pp.

### Sobre 'Yoga y vida cristiana'
- La voie du silence (yoga pour chrétien), París, DDB, 1959. 232pp.
- Yoga chrétien en dix leçons", París, DDB, 1964.
- Journal d'un yogi, mon corps et moi, París, Le Courrier du livre, 1967.
- Journal d'un Yogi, mon cœur et Dieu, París, Le Courrier du livre, 1969
- Ve adonde te lleve el corazón. Au-delà du yoga", París, DDB, 1972, 174pp.
- Eio, la vie", publicado por Cahiers du Val, n.º 4, 1974
- Sí a la vida. Vivant et libre, París, DDB, 1975, 155pp.
- La Parabole de l'amour, votre corps, qu'annonce-t-il de votre âme?", París, DDB, 1976, 198pp.
- Itinéraire d'un rebelle", París, DDB, 1982.